# Кладниця
Кла́дниця (болг. Кладница) — село в Перницькій області Болгарії. Входить до складу общини Перник.

## Населення
За даними перепису населення 2011 року у селі проживали 1202 особи.
Національний склад населення села:
| Національність   | Кількість осіб | Відсоток |
| ---------------- | -------------- | -------- |
| болгари          | 1030           | 99,1%    |
| інша             | 4              | 0,4%     |
| не визначились   | 3              | 0,3%     |
| Всього відповіли | 1039           |          |

Розподіл населення за віком у 2011 році:
Динаміка населення: